# Кобург (Ајова)
Кобург (енгл. Coburg) град је у америчкој савезној држави Ајова. По попису становништва из 2010. у њему је живело 42 становника.

## Демографија
Према попису становништва из 2010. у граду је живело 42 становника, што је 11 (35,5%) становника више него 2000. године.
| Група             | 2000.       | 2010.      |
| Белци             | 31 (100.0%) | 40 (95,2%) |
| Афроамериканци    | 0 (0,0%)    | 0 (0,0%)   |
| Азијати           | 0 (0,0%)    | 0 (0,0%)   |
| Хиспаноамериканци | 0 (0,0%)    | 0 (0,0%)   |
| Укупно            | 31          | 42         |